# Julianna Rose Mauriello
Julianna Rose Mauriello (ur. 26 maja 1991 w Irvington w stanie Nowy Jork) – amerykańska aktorka występująca na Broadwayu. Znana jest też jako Stephanie z produkowanego na Islandii programu dla dzieci Leniuchowo. W 2006 nominowana do nagrody Daytime Emmy Award. W tym samym roku pojawiła się jako ona sama w filmie Hip Hop Homeroom: Hip Hop Kids Math. W 2008 otrzymała rolę Pyper w filmie A Fix.